# Анже
Анже́, уст. Анже́р (фр. Angers МФА: [ɑ̃ˑʒe]о файле) — главный город исторической области Анжу, департамента Мен и Луара и округа Анже на западе Франции. Расположен в 300 км к юго-западу от Парижа, на берегах реки Мен, в нескольких километрах выше места её впадения в Луару.

## История

### Античность и Средневековье
С V века до нашей эры в этой местности  проживало кельтское племя андов. В результате Галльских войн анды были покорены Римом, и эта территория стала называться civitas Andegavensis или civitas Andegavorum. Главный город Анды переименован римлянами в Юлиомаг (Juliomagus) в честь Юлия Цезаря. По оценкам, во II веке н.э. в нем проживало около 3 тысяч человек. В центре города был построен амфитеатр  вместимостью до 6 тысяч человек. Наличие амфитеатра было имперской привилегией, которой в регионе пользовались только Анже и Тур..
Нашествия варваров в 275-276 годах вызвали отток жителей. Для укрепления города на рубеже III и IV веков была возведена стена, ограничивающая небольшую территорию площадью около 9 га; фрагмент этой стены сохранился до наших дней. В IV веке в Анже пришло христианство. Приблизительно в V веке город получил свое нынешнее название в честь кельтского племени, его основавшего.
В середине IX века наступили неспокойные времена: и бретонцы, и викинги совершали непрекращающиеся набеги на Анжу, город был разграблен вождем скандинавов Гастингом в 845 году, а затем снова в 852 году. После сражения при Женглане король франков Карл II Лысый, король франков, и вождь бретонцев Эриспоэ встретились здесь в сентябре 851 года, чтобы подписать соглашение. Договор в Анже, по которому Бретань получила земли Ренн, Нант и Ре, фактически определил границы Бретани. В 872 году викинги вновь захватили город и закрепились в нем почти на год. В 873 году Карл Лысый вместе с королем Бретани Соломоном осадил город. В Бертинских анналах упоминается об использовании «новых и усовершенствованных машин» для вытеснения викингов из Анже.
С конца IX века французские короли передали управление графством местным виконтам. Один из них, Фульк I Рыжий, около 930 года стал первым графом Анжу, основав, таким образом, первую династию. Регион успокаивается, и военное значение Анже на границе королевства уходит на несколько столетий. Мирная жизнь способствовала разрастанию города за счет многочисленных прилегающих поселков.  В XI веке Фульк III Нерра, граф Анжуйский, сделал многое для развития Анже: он восстановил церковь Святого Мартина, самую старую из ныне существующих достопримечательностей города, способствовал основанию бенедиктинских аббатств, построил первый каменный мост на месте нынешнего моста Вердён.
В 1128 году анжуйский граф Жоффруа V по прозвищу Плантагенет женился на дочери короля Англии Матильде. Вскоре после этого анжуйские Плантагенеты займут английский трон и станут управлять королевством, простиравшимся от Пиренеев до Ирландии, до 1205 года, когда Иоанн Безземельный потерял все свои французские владения, в том числе и свою историческую Родину, Анжу. С этого времени Анже вошел в состав Французского королевства, и его военное значение, как пограничной территории, вновь возросло. Королева Бланка Кастильская построила крепость и новую стену длиной 3800 м на обоих берегах реки Мен.
В 1350 году король Иоанн II Добрый передал Анжу своему сыну Людовику. В 1360 году графство было преобразовано в герцогство. Людовик I, первый герцог Анжуйский, установил пошлину на товары, проходящие через герцогство, чтобы иметь средства на поддержание городских укреплений. В 1364 году он формально основал университет Анже, который был окончательно учрежден в 1432 году. Людовик I также заказал парижскому ткачу Николя Батаю серию шпалер по картинам художника Жана де Бондоля, ставшую впоследствии известной как «Анжерский апокалипсис». В 1429 году, во время Столетней войны, Иоланда Арагонская укрепила оборону города; герцог Бедфорд, назначенный англичанами регентом Французского королевства, намеревался взять Анже, но затем направил свои войска на Орлеан.

### Возрождение
В 1434 году в Анже началось правление «доброго короля Рене». Второй сын герцога Людовика II и Иоланды Арагонской, в 1434 году он унаследовал после смерти старшего брата Людовика III герцогство Анжу и номинальный титул короля Неаполя. Рене Добрый внес большой вклад в возрождение местной экономики, сильно пострадавшей в начале XV века от последствий чумы и непрекращающихся конфликтов, в том числе Столетней войны. Человек высокой культуры и большой щедрости, он превратил Анже в важный культурный и политический центр, где содержал литературный и научный двор. Рене превратил крепостной ров в зверинец, создал места для прогулок и цветочные сады. Он также построил недалеко от Анже три загородных особняка: О-Фоли, Рекюле и Шанзе. После своей смерти он завещал «Анжерский апокалипсис» кафедральному собору Святого Маврикия. Сейчас он выставлен в Анжерском замке.
В 1475 Рене Добрый без борьбы уступил свое герцогство племяннику, королю Франции Людовику XI. С этого момента Анжу окончательно перестает быть самостоятельным уделом и становится частью королевской Франции. Чтобы договориться с местной буржуазией, Людовик XI освободил Анже от уплаты налогов и военной службы, а также предоставил право самостоятельного осуществления правосудия. Город славился своей интеллектуальной и академической жизнью. К 1538 году Анже стал одним из шестнадцати важнейших городов королевства. Анжуйские купцы отправляют в Париж и крупные порты Атлантического океана товары герцогства: холсты, вина, шифер, тюфяк. Процветание сопровождается строительством богатых зданий из камня. Чтобы облегчить речную торговлю, в 1556 году был вырыт порт Эро.
С середины XVI века в Анже стала распространяться Реформация. 29 августа 1572 года, через пять дней после Варфоломеевской ночи, местные власти устроили резню гугенотов. XVII век ознаменовался серьезной эпидемией чумы в 1626 году и сильным голодом в 1630-х и 1660-х годах. В 1649 году, столкнувшись с голодом, эпидемиями и все более агрессивным налоговым давлением, анжуйцы восстали. Город подвергается санкциям и теряет привилегию свободного избрания городского совета. В XVIII веке экономика Анже находилась в упадке, несмотря на развитие текстильной, сахарной и сланцевой промышленности. Город мало развивается и не модернизируется.

### Новое время и современность
Вандейский мятеж оставил в городе глубокий след. 18 июня 1793 года Анже был взят без боя мятежниками и оставался под их контролем нескольких дней. В ходе последующего террора республиканцев в Анже 290 заключенных были расстреляны или казнены на гильотинах, еще 1020 умерли в тюрьмах. Еще от 5 до 6 тысяч человек были расстреляны в окрестностях города.
В XIX веке произошли серьезные изменения в городском ландшафте: было завершено строительство Бульварного кольца, на его участках были построены мосты. Во время Второй Империи в Анже были проложены новые улицы и построены новые здания, особенно в центре города, который был полностью перестроен в стиле Османа. В 1849 году в присутствии Луи-Наполеона Бонапарта была открыта железная дорога.
В начале XX века вырос академический и культурный уровень Анже: в 1898 году в городе была основана Высшая школа сельского хозяйства и виноградарства, а в 1909 году – Высшая школа коммерческих наук. Также в начале века было построено несколько зданий с запоминающейся архитектурой, в основном в стиле модерн и арт-деко. Во время Второй мировой войны немцы сделали Анже штаб-квартирой командования Западной Франции. Еще в 1940 году в городе возникла ячейка Движения Сопротивления. Десятки человек были расстреляны или депортированы в концлагеря. В мае 1944 года бомбардировки союзников привели к значительным разрушениям и большому числу пострадавших жителей. В 50-е годы в Анже началось строительство новых жилых комплексов, к 1954 году население города превысило 100 тысяч человек.

## Достопримечательности
- Анжерский замок XIII века с 17 башнями и крепостной стеной. В замке выставлен знаменитый гобелен Анжерский апокалипсис
- Кафедральный собор Святого Маврикия XII-XIII веков в романском стиле
- Коллегиальная церковь Святого Мартина XI века в стиле анжуйская готика, старейшая в городе
- Дворец То XII века, бывшая резиденция епископов Анже
- Бывшие аббатства Туссен, Святого Сергия, Святого Альбина
- Церковь Нотр-Дам-де-Виктуар 1898-1904 годов в неороманском стиле
- Музей изящных искусств
- Музей естественных наук
- Гран-Театр 1871 года
- Жилые дома и отели в центре города

## Экономика
Экономика Анже традиционно была ориентирована на торговлю; промышленность развивалась, опираясь на сельскохозяйственное производство, затем на электронику. Важное значение имеют исследовательский, образовательный и медицинский секторы экономике. Крупные школы, лаборатории и общественные учреждения делают Анже первым центром садоводства в Европе.
Структура занятости населения:
- сельское хозяйство — 0,4 %
- промышленность — 5,3 %
- строительство — 3,5 %
- торговля, транспорт и сфера услуг — 48,5 %
- государственные и муниципальные службы — 42,4 %

Уровень безработицы (2019) — 19,1 % (Франция в целом — 12,9 %, департамент Мен и Луара — 11,9 %). 

Среднегодовой доход на 1 человека, евро (2020) — 20 850 (Франция в целом — 22 400, департамент Мен и Луара — 21 790).

## Демография
Динамика численности населения, чел.

## Администрация
Пост мэра Анже с 2022 года занимает Жан-Марк Вершер (Jean-Marc Verchère). На муниципальных выборах 2020 года победил правый список действовавшего мэра Кристофа Бешю, получивший в 1-м туре 57,82 % голосов. В июле 2022 года Бешю получил назначение на пост министра экологических преобразований и развития территорий и ушел в отставку с поста мэра Анже. Его преемник был избран Жан-Марк Вершер, занимавший пост вице-мэра Анже.
| Период | Период | Фамилия           | Партия                                            | Примечания                                                                            |
| ------ | ------ | ----------------- | ------------------------------------------------- | ------------------------------------------------------------------------------------- |
| 1977   | 1998   | Жан Монье         | Социалистическая партия Разные левые              | краснодеревщик, член Генерального совета департамента                                 |
| 1998   | 2012   | Жан-Клод Антонини | Социалистическая партия                           | врач, член Генерального совета департамента, член Регионального совета Пеи-де-ла-Луар |
| 2012   | 2014   | Фредерик Беатс    | Социалистическая партия                           | руководитель предприятия, вице-президент Регионального совета Пеи-де-ла-Луар          |
| 2014   | 2022   | Кристофа Бешю     | Союз за народное движение Республиканцы Горизонты | руководитель предприятия, президент Генерального совета департамента, сенатор         |
| 2022   |        | Жан-Марк Вершер   | Демократическое движение                          | инженер                                                                               |

### Города-побратимы и города-партнёры
- Харлем, Нидерланды (1964)
- Оснабрюк, Германия (1964)
- Бамако, Мали (1974)
- Пиза, Италия (1982)
- Уиган, Великобритания (1986)
- Яньтай, Китай (2006)
- Остин, США (2012)
- Сёдертелье, Швеция (1998)
- Севилья, Испания (2000)

## Галерея
- Собор Святого Маврикия
- Бывшее аббатство Туссен
- Гран-Театр
- Епископский дворец То
- фахверковый дом Адама, ныне Дом ремёсел
- Музей Пенсе
- 54-метровая башня аббатства Святого Альбина
- Музей изящных искусств
- Жарден-дю-Май, главный парк города